# Дасо Авиасион
Дасо̀ Авиасио̀н (на френски: Dassault Aviation) е френски самолетостроителен концерн, специализиран в производството на военни и граждански самолети.
Наследник на основаната през 1930 г. от Марсел Блок авиостроителна фирма Société des avions Marcel Bloch. След Втората световна война, Марсел Блок променя името си на Марсел Дасо и на 20 декември 1947 г. възстановява компанията си, вече под името Société des avions Marcel Dassault (Сосиете дез Авион Марсел Дасо). През 1971 г. Авион Марсел Дасо поглъща фирмата Бреге (Breguet Aviation), формирайки Avions Marcel Dassault-Breguet Aviation (AMD-BA), а през 1990 г. е преименувана на Dassault Aviation. Днес компанията е сред световните лидери във военното и гражданско самолетостроене.
През осемдесетте, серията бойни самолети „Мираж“ (Mirage) придобива широка популярност и става основна във френските военновъздушни сили, както и във ВВС на бившите френски Африкански и азиатски колонии (сега независими държави) и няколко европейски държави.
Освен производството си във военната сфера, Дасо̀ е широко известна с производството на луксозни частни и бизнес самолети.
Дасо Меркурий е единственият самолет за търговски цели, създаден директно от Дасо Авиасион. Замислен като конкурент на Боинг 737, но са произведени само 12 самолета.
Особено голям успех в САЩ и Канада жънат от самото си появяване на пазара семейството самолети от линията „Фалкон“.
- Изтребител Dassault Rafale
- Фалкон 2000, един от най-успешните модели на Дасо̀ в сферата на бизнес авиацията
- Фалкон 900 XLS